# How I Met Your Mother (mùa 4)
Phần thứ tư của loạt phim hài kịch tình huống truyền hình dài tập Hoa Kỳ How I Met Your Mother được công chiếu vào ngày 22 tháng 9 năm 2008 và kết thúc vào ngày 18 tháng 5 năm 2009. Phần phim này bao gồm 24 tập, mỗi tập kéo dài xấp xỉ 22 phút. Đài CBS phát sóng phần này vào mỗi tối thứ Hai lúc 8:30 tại Hoa Kỳ. Trọn bộ phần phim dược phát hành dưới dạng đĩa DVD tại Khu vực 1 ngày 29 tháng 9 năm 2009. Tại Anh Quốc, phần phim được trình chiếu trên đài E4 từ ngày thứ Năm, 10 tháng 12.
Cho đến nay, đây là phần phim duy nhất được đề cử cho giải thưởng Emmy, dành cho "Loạt phim hài truyền hình nổi bật".

## Dàn diễn viên

### Diễn viên chính
- Josh Radnor trong vai Ted Mosby (24 tập)
- Jason Segel trong vai Marshall Eriksen (24 tập)
- Cobie Smulders  trong vai Robin Scherbatsky (24 tập)
- Neil Patrick Harris trong vai Barney Stinson (24 tập)
- Alyson Hannigan trong vai Lily Aldrin (22 tập)
- Bob Saget (không được ghi tên) trong vai Ted Mosby tương lai (lồng tiếng) (24 tập)

### Diễn viên phụ
- Sarah Chalke trong vai Stella Zinman (6 tập, 2008–2009)
- Lyndsy Fonseca trong vai Penny (4 tập, 2008–2009)
- David Henrie trong vai Luke (4 tập, 2008–2009)
- Charlene Amoia trong vai Nữ bồi bàn Wendy (8 tập, 2008–2009)
- Bryan Callen trong vai Bilson (4 tập, 2008–2009)
- Jason Jones trong vai Tony Grafanello (3 tập, 2008–2009)
- Darcy Rose Byrnes trong vai Lucy Zinman (3 tập, 2008)
- Marshall Manesh trong vai Ranjit (1 tập, 2009)
- Joe Nieves trong vai Carl (15 tập, 2005 - 2014)
- Matt Boren trong vai Stuart (3 tập, 2008)

### Diễn viên khách mời
- Regis Philbin trong vai Chính anh (1 tập, 2008)
- Bill Fagerbakke trong vai Marvine Eriksen, Snr. (5 tập, 2009)
- David Burtka trong vai Scooter (2 tập, 2009)
- Erin Cahill trong vai Heather Mosby (1 tập, 2008)
- Alex Trebek trong vai Chính anh (1 tập, 2009)
- Brooke D'Orsay trong vai Margaret (1 tập, 2009)

## Các tập phim
| Số tập tổng thể | Số tập theo phần | Tên tập phim                  | Đạo diễn      | Biên kịch                     | Ngày công chiếu      | Mã sản xuất | Khán giả Hoa Kỳ (theo triệu người) |
| --------------- | ---------------- | ----------------------------- | ------------- | ----------------------------- | -------------------- | ----------- | ---------------------------------- |
| 65              | 1                | "Do I Know You?"              | Pamela Fryman | Carter Bays & Craig Thomas    | 22 tháng 9 năm 2008  | 4ALH01      | 9.79                               |
| 66              | 2                | "The Best Burger in New York" | Pamela Fryman | Carter Bays & Craig Thomas    | 29 tháng 9 năm 2008  | 4ALH02      | 8.72                               |
| 67              | 3                | "I Heart NJ"                  | Pamela Fryman | Greg Malins                   | 6 tháng 10 năm 2008  | 4ALH04      | 8.97                               |
| 68              | 4                | "Intervention"                | Michael Shea  | Stephen Lloyd                 | 13 tháng 10 năm 2008 | 4ALH03      | 9.25                               |
| 69              | 5                | "Shelter Island"              | Pamela Fryman | Chris Harris                  | 20 tháng 10 năm 2008 | 4ALH05      | 9.45                               |
| 70              | 6                | "Happily Ever After"          | Pamela Fryman | Jamie Rhonheimer              | 3 tháng 11 năm 2008  | 4ALH06      | 9.40                               |
| 71              | 7                | "Not a Father's Day"          | Pamela Fryman | Robia Rashid                  | 10 tháng 11 năm 2008 | 4ALH07      | 9.79                               |
| 72              | 8                | "Woooo!"                      | Pamela Fryman | Carter Bays & Craig Thomas    | 17 tháng 11 năm 2008 | 4ALH09      | 9.99                               |
| 73              | 9                | "The Naked Man"               | Pamela Fryman | Joe Kelly                     | 24 tháng 11 năm 2008 | 4ALH08      | 10.04                              |
| 74              | 10               | "The Fight"                   | Pamela Fryman | Theresa Mulligan Rosenthal    | 8 tháng 12 năm 2008  | 4ALH10      | 10.49                              |
| 75              | 11               | "Little Minnesota"            | Pamela Fryman | Chuck Tatham                  | 15 tháng 12 năm 2008 | 4ALH12      | 11.44                              |
| 76              | 12               | "Benefits"                    | Pamela Fryman | Kourtney Kang                 | 12 tháng 1 năm 2009  | 4ALH11      | 11.76                              |
| 77              | 13               | "Three Days of Snow"          | Pamela Fryman | Matt Kuhn                     | 19 tháng 1 năm 2009  | 4ALH13      | 10.69                              |
| 78              | 14               | "The Possimpible"             | Pamela Fryman | Jonathan Groff                | 2 tháng 2 năm 2009   | 4ALH14      | 10.30                              |
| 79              | 15               | "The Stinsons"                | Pamela Fryman | Carter Bays & Craig Thomas    | 2 tháng 3 năm 2009   | 4ALH15      | 11.08                              |
| 80              | 16               | "Sorry, Bro"                  | Pamela Fryman | Craig Gerard & Matthew Zinman | 9 tháng 3 năm 2009   | 4ALH16      | 8.51                               |
| 81              | 17               | "The Front Porch"             | Rob Greenberg | Chris Harris                  | 16 tháng 3 năm 2009  | 4ALH17      | 9.29                               |
| 82              | 18               | "Old King Clancy"             | Pamela Fryman | Jamie Rhonheimer              | 23 tháng 3 năm 2009  | 4ALH19      | 7.36                               |
| 83              | 19               | "Murtaugh"                    | Pamela Fryman | Joe Kelly                     | 30 tháng 3 năm 2009  | 4ALH18      | 9.20                               |
| 84              | 20               | "Mosbius Designs"             | Pamela Fryman | Kourtney Kang                 | 13 tháng 4 năm 2009  | 4ALH20      | 9.56                               |
| 85              | 21               | "The Three Days Rule"         | Pamela Fryman | Greg Malins                   | 27 tháng 4 năm 2009  | 4ALH22      | 8.87                               |
| 86              | 22               | "Right Place, Right Time"     | Pamela Fryman | Stephen Lloyd                 | 4 tháng 5 năm 2009   | 4ALH21      | 8.89                               |
| 87              | 23               | "As Fast as She Can"          | Pamela Fryman | Carter Bays & Craig Thomas    | 11 tháng 5 năm 2009  | 4ALH23      | 8.70                               |
| 88              | 24               | "The Leap"                    | Pamela Fryman | Carter Bays & Craig Thomas    | 18 tháng 5 năm 2009  | 4ALH24      | 8.73                               |

### Khán giả tại Hoa Kỳ
Phần phim này có tỉ suất cao thứ hai trong cả loạt phim, với lượng người xem trung bình ở mức 9.42 triệu. Dù vậy, nó vẫn là phần có tỉ suất trong độ tuổi từ 18-49 cao nhất.

## Đánh giá chuyên môn
Michelle Zoromski của IGN cho phần 4 này số điểm 8.5/10, với khẳng định, "Phần bốn này có vẻ là phần phim kết thúc cuộc đi tìm đâu là người mẹ thật sự. Trong khi Ted đang bận rộn trong việc hẹn hò Stella, mọi người lại được dàn xếp trong nhiều tập lẻ, những tập mang lại nhiều tiếng cười như những tập dành cho đời sống tình cảm của Ted"